# Deutsche Auslandsgesellschaft
Die Deutsche Auslandsgesellschaft e. V. (DAG) mit Sitz in Lübeck ist eine als gemeinnützig anerkannte Mittlerorganisation des Auswärtigen Amtes der Bundesrepublik Deutschland. Seit den 1960er Jahren ist sie mit ihrer Hauptaufgabe betraut: der Organisation und Durchführung von Fortbildung für aktive Deutsch-als-Fremdsprache-Lehrkräfte (DaF-Lehrkräfte) aus Nordeuropa sowie aus Nordosteuropa.

## Aufgaben
Die DAG bietet Fortbildung im Bereich Deutsch als Fremdsprache (DaF) an.
Zur Zielgruppe der DAG zählen auch Studierende, für die Mini-Referendariate und Sprachkurse in das Programm aufgenommen wurden.
Seit Mai 2020 bildet die DAG auch online fort und bietet Lehrenden und Studierenden aus dem Bereich Deutsch als Fremdsprache digitale Fortbildungen an, die von einstündigen Workshops und Gesprächsrunden bis zu eintägigen Online-Fortbildungen reichen.

## Bezugsregion
Traditionelle Partnerländer der DAG sind
- in Nordeuropa (seit 1959) die Länder Dänemark, Färöer, Finnland, Island, Norwegen und Schweden
- in Nordosteuropa (seit 1989) die Länder Estland, Lettland, Litauen und Russland
- Polen (seit 2000)
- Belarus (seit 2008)[1]

## Angebot
Die DAG hat über die Jahre ein  Fortbildungs- und Vermittlungsangebot aufgebaut. Dazu zählen:
- ein- und zweiwöchige Fortbildungskurse in Lübeck
- Fortbildungsseminare (in verschiedenen Ländern u. a. zur Vermittlung von Schulkontakten)
- Mini-Referendariate und Deutsch sprechen am Freitag (für Studierende)
- Halb- und ganztägige Online-Fortbildungen (Module)
- einstündige Online-Fortbildungen (Workshops, Gesprächsrunden)
- Studienreisen[1]

## Geschichte
Die DAG wurde im Oktober 1949 auf Initiative von Senator Georg Kalkbrenner in Lübeck gegründet und ins Vereinsregister eingetragen.  Neben den skandinavischen Ländern stand zunächst Frankreich im Mittelpunkt der Arbeit.
Die DAG hatte in den 1950er Jahren Arbeitskreise für einzelne Länder und machte es sich zur Aufgabe, sowohl im Ausland Interesse für Nachkriegsdeutschland als auch in Deutschland eine neue Art von Interesse an anderen Ländern zu wecken. Ein Informationsorgan war von 1949 bis 1994 die Zeitschrift Ausblick, in der u. a. Reiseberichte und Literaturbesprechungen veröffentlicht wurden.
Kulturschaffende aus verschiedenen europäischen Ländern wurden nach Lübeck eingeladen und fanden hier ein interessiertes Publikum. Es wurden Vorträge, Autorenlesungen organisiert. Ausländische Studierenden-Gruppen wurden nach Deutschland eingeladen und betreut. Aktiv war und ist die DAG in der Schüleraustausch-Vermittlung mit den Ländern der Bezugsregion. Von 2012 bis 2019 gab es darüber hinaus in Kooperation mit dem Deutsch-Polnischen Jugendwerk und der Stiftung Deutsch-Russischer Jugendaustausch jährlich ein Seminar Drei Partner für den Schüleraustausch. Die Formen der Aktivitäten variierten im Laufe der Zeit, immer stand aber die Vermittlung von persönlichen und kulturellen Kontakten im Vordergrund.

### Fortbildung von Deutsch-als-Fremdsprache-Lehrkräften
Das Jahr 1959 markierte den Beginn der heutigen Hauptaufgabe (weitgehend im Auftrag des Auswärtigen Amtes): Organisation und Durchführung von Fortbildung in Lübeck sowie tlw. auch an anderen Orten für ausländische DaF-Lehrkräfte. Die Teilnehmer wurden und werden in Lübeck überwiegend in Privatquartieren untergebracht. Aktive DaF-Lehrkräfte werden aus Nordeuropa sowie aus Nordosteuropa betreut. Seit 2008 gehören auch angehende DaF-Lehrkräfte zur Zielgruppe.

### Wissenschaftliche Arbeitsgemeinschaft Norden – Deutschland
Unter dem Dach der DAG brachte die Wissenschaftliche Arbeitsgemeinschaft Norden – Deutschland in den 1960er Jahren Germanisten, Nordisten und Historiker aus dem Norden und Deutschland zusammen (Publikation: Nerthus). Zum 20-jährigen Bestehen gratulierte im Herbst 1969  auch Bundespräsident Gustav Heinemann.

### Kontaktvermittlung zwischen Autoren und literarischen Übersetzern
Als Geschäftsführer/Direktor wirkten von 1949 bis 1975 Heinrich Jessen (1909–1983) sowie von 1975 bis 1998  Karsten Jessen (1944–1998). Letzterer legte einen neuen, zusätzlichen Schwerpunkt auf Kontaktvermittlung zwischen deutschen Autoren und nord(ost)europäischen Übersetzern, zu dem es bis 2007 Aktivitäten gab. Seit 1999 wird die DAG von Martin Herold (* 1969) geleitet.

### Deutsch-Französischer Arbeitskreis
In den 1980er Jahren war u. a. der Deutsch-Französische Arbeitskreis in der DAG unter der Leitung von Jürgen Zschiesche aktiv.

### Mini-Referendariat
Seit 2008 besteht mit dem Mini-Referendariat für die Bezugsregion neben der Fortbildung für aktive DaF-Lehrkräfte eine Mischung aus Aus- und Fortbildungsangebot für Lehramtsanwärter mit der Berufsperspektive Deutsch-als-Fremdsprache-Lehrkraft.

### Umzug ins Hoghehus

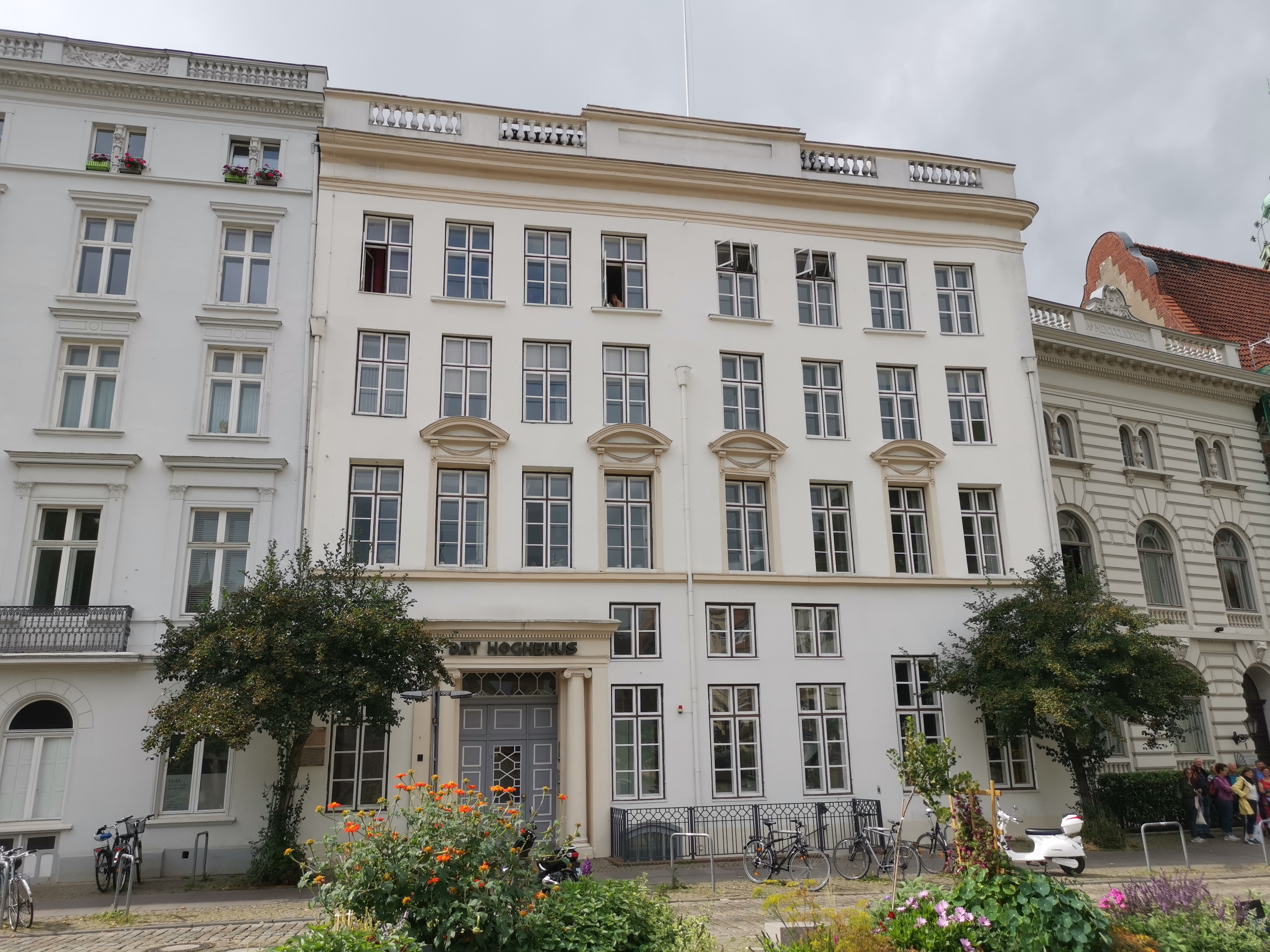
Hoghehus (2021)

Seit Anfang 2010 befindet sich das Büro der DAG in historischem Lübecker Hoghehus (Koberg 2), wo seit 2016 auch eigene Seminarräume genutzt werden. Von der Vereinsgründung bis 1981 befand sich das Büro in der Breiten Str. 48, von 1981 bis Ende 2009 in der Holstenstraße 17. Alle drei Standorte befinden sich auf der Lübecker Altstadt-Insel.

### Jubiläen
1999 und 2019 wurden das 50- bzw. 70-jährige Bestehen jeweils mit einem Festakt im Audienzsaal des Rathauses der Hansestadt Lübeck gefeiert.

### Ausrichtung der IDT 2025
Anfang August 2019 beschloss die Vertreter-Versammlung des Internationalen Deutschlehrerverbandes (IDV) in Leipzig einstimmig, dass die DAG in Kooperation mit der Christian-Albrechts-Universität zu Kiel die Internationale Tagung der Deutschlehrerinnen und Deutschlehrer (IDT) 2025 in Lübeck als Ausrichter durchführen soll.
Die Planungen für die IDT 2025 begannen bereits im Rahmen der IDT 2022 in Wien und erstreckten sich über einen Zeitraum von drei Jahren. Die organisatorische Gesamtverantwortung lag bei Tagungsmanagerin Charlyn Evert, die sämtliche Vorbereitungen koordinierte und begleitete. Für die technische Konzeption und Umsetzung war Friedrich Rehren federführend zuständig. Ab 2024 wurde er dabei durch Pascal Oberbeck unterstützt, der insbesondere in der praktischen Umsetzung eine zentrale Rolle übernahm.
Vom 28. Juli bis zum 1. August 2025 wurde die IDT schließlich an 13 verschiedenen Tagungsorten in Lübeck ausgerichtet. Mit 2.766 Teilnehmenden aus 112 Ländern war sie ein international breit aufgestelltes Ereignis. Als erste dezentral organisierte IDT stellte sie das Organisationsteam vor besondere technische und logistische Herausforderungen – insbesondere in den Bereichen Koordination, Kommunikation und Infrastruktur. Unterstützt wurde die Durchführung erstmals durch eine Tagungsapp, die den Ablauf digital begleitete und vernetzte.